# Jujubinus augustoi
Jujubinus augustoi es una especie de molusco gasterópodo marino de la familia Trochidae en el subclase de los Vetigastropoda.

## Distribución geográfica
Es endémica de la isla de Santo Tomé (Santo Tomé y Príncipe).